# Bad Bayersoien
Bad Bayersoien – miejscowość i gmina uzdrowiskowa w Niemczech, w kraju związkowym Bawaria, w rejencji Górna Bawaria, w regionie Oberland, w powiecie Garmisch-Partenkirchen, wchodzi w skład wspólnoty administracyjnej Saulgrub. Leży około 22 km na północny zachód od Garmisch-Partenkirchen, nad rzeką Amper, przy autostradzie A95 i drodze B23.

## Demografia
| Rok  | Liczba mieszk. |
| ---- | -------------- |
| 1970 | 818            |
| 1987 | 993            |
| 2000 | 1 137          |
| 2005 | 1 194          |

### Struktura wiekowa
Dane o ludności z 31 grudnia 2008:
| Opis                                | Ogółem | Ogółem | Kobiety | Kobiety | Mężczyźni | Mężczyźni |
| ----------------------------------- | ------ | ------ | ------- | ------- | --------- | --------- |
| Jednostka                           | osób   | %      | osób    | %       | osób      | %         |
| Populacja                           | 1181   | 100    | 590     | 49,96   | 591       | 50,04     |
| Wiek przedprodukcyjny (0–17 lat)    | 192    | 16,26  | 88      | 7,45    | 104       | 8,81      |
| Wiek produkcyjny (18–65 lat)        | 757    | 64,1   | 372     | 31,5    | 385       | 32,6      |
| Wiek poprodukcyjny (powyżej 65 lat) | 232    | 19,64  | 130     | 11,01   | 102       | 8,64      |

## Polityka
Wójtem gminy jest Eberhard Steiner, rada gminy składa się z 12 osób.
|      | UWV | JWV/FW | GD | FW | Razem |
| 2008 | -   | -      | 9  | 3  | 12    |
| 2002 | 4   | 8      | -  | -  | 12    |

## Oświata
W gminie znajduje się przedszkole (50 miejsc) oraz szkoła podstawowa (2 nauczycieli, 41 uczniów).